# Lista sejmów Rzeczypospolitej Obojga Narodów
Poniższa tabela przedstawia chronologię odbytych sejmów walnych Rzeczypospolitej od zawarcia Unii Lubelskiej w 1569 roku do ostatniego sejmu w 1793 roku.
Tabela została podzielona na sekcje odpowiadające latom panowania królów polskich wraz z poprzedzającymi ich panowanie okresami bezkrólewia.

## 1569-1572 Zygmunt August
Sejmy za panowania króla Zygmunta Augusta.
| rodzaj sejmu | data zwołania | sejmiki          | data rozpoczęcia | data zakończenia | miejsce  | marszałek                      | uwagi                    |
| ------------ | ------------- | ---------------- | ---------------- | ---------------- | -------- | ------------------------------ | ------------------------ |
| zwyczajny    | 01.11.1568    | 29.11-12.12.1568 | 10.01.1569       | 12.08.1569       | Lublin   | Stanisław Sędziwój Czarnkowski | zawarcie Unii Lubelskiej |
| zwyczajny    | 29.04.1570    | 09.03-03.04.1570 | 29.04.1570       | 11.07.1570       | Warszawa | Stanisław Szafraniec           |                          |
| zwyczajny    | 05.08.1571    | 19.12.1571       | 12.03.1572       | 28.05.1572       | Warszawa | Mikołaj Grzybowski             |                          |

## 1573-1574 Henryk Walezy
Sejmy za panowania króla Henryka Walezego i podczas poprzedzającego je bezkrólewia.
| rodzaj sejmu | data zwołania | sejmiki    | data rozpoczęcia | data zakończenia | miejsce  | marszałek      | uwagi                 |
| ------------ | ------------- | ---------- | ---------------- | ---------------- | -------- | -------------- | --------------------- |
| konwokacyjny | 01.11.1572    | 13.12.1572 | 06.01.1573       | 28.01.1573       | Warszawa | -              |                       |
| elekcyjny    | 28.01.1573    | 02.03.1573 | 05.04.1573       | 20.05.1573       | Warszawa | Jan Firley     | na polu pod Kamieniem |
| koronacyjny  | 19-20.05.1573 | 01.09.1573 | 22.02.1574       | 02.04.1574       | Kraków   | Wacław Agryppa |                       |

## 1574-1586 Stefan Batory
Sejmy za panowania króla Stefana Batorego i podczas poprzedzającego je bezkrólewia.
| rodzaj sejmu | data zwołania  | sejmiki          | data rozpoczęcia | data zakończenia | miejsce  | marszałek                                      | uwagi                                |
| ------------ | -------------- | ---------------- | ---------------- | ---------------- | -------- | ---------------------------------------------- | ------------------------------------ |
| konwokacyjny | 06.1574        | 26.07.1574       | 30.08.1574       | 18.09.1574       | Warszawa | Stanisław Szafraniec od 13.09 Rafał Przyjemski |                                      |
| elekcyjny    | 04.10.1575     | 26.10.1575       | 07.11.1575       | 15.12.1575       | Warszawa | Mikołaj Sienicki                               | pod Wolą koło Warszawy               |
| koronacyjny  | na 04.03.1576  | 20.02-10.04.1576 | 31.03.1576       | 29.05.1576       | Kraków   | Andrzej Firlej                                 |                                      |
| zwyczajny    | 08.08.1576     | 15.09.1576       | 19.10.1576       | 29.11.1576       | Toruń    | -                                              | nie zostały uchwalone konstytucje    |
| zwyczajny    | 09.11.1577     | 05-21.12.1577    | 14.01.1578       | 08.03.1578       | Warszawa | -                                              |                                      |
| zwyczajny    | 09.1579        | 10.1579          | 23.11.1579       | 04.01.1580       | Warszawa | -                                              |                                      |
| zwyczajny    | 10.1580        | ok. 1.12.1580    | 22.01.1581       | 08.03.1581       | Warszawa | Stanisław Przyjemski                           |                                      |
| zwyczajny    | 16.07.1582     | 29.08-18.09.1582 | 04.10.1582       | 25.11.1582       | Warszawa | Lew Sapieha                                    | nie uchwalono ustaw                  |
| zwyczajny    | ok. 01.10.1584 | 31.10-20.12.1584 | 15.01.1585       | 28.02.1585       | Warszawa | Stanisław Pękosławski                          | nie uchwalono ustaw, ani konstytucji |

## 1586-1632 Zygmunt III Waza
Sejmy za panowania króla Zygmunta III Wazy i podczas poprzedzającego je bezkrólewia.
| rodzaj sejmu | data zwołania | sejmiki               | data rozpoczęcia | data zakończenia | miejsce  | marszałek                    | uwagi                                                                                              |
| ------------ | ------------- | --------------------- | ---------------- | ---------------- | -------- | ---------------------------- | -------------------------------------------------------------------------------------------------- |
| konwokacyjny | 24.12.1586    | 07.01.1587            | 02.02.1587       | 09.03.1587       | Warszawa | Stanisław Uchański           | |
| elekcyjny    | 09.03.1587    | 09.05.1587            | 30.06.1587       | 19.08.1587       | Warszawa | Paweł Orzechowski            | marszałkiem koła prokonwokacyjnego, które obrało królem Maksymiliana Habsburga był Kasper Dębiński |
| koronacyjny  | 19.08.1587    | 19.09-26.10.1587      | 10.12.1587       | 20.01.1588       | Kraków   | Jan Gajewski                 | |
| zwyczajny    | 07.11.1588    | 31.01-03.02.1589      | 06.03.1589       | 23.04.1589       | Warszawa | Dymitr Chalecki              | sejm pacyfikacyjny                                                                                 |
| zwyczajny    | 23.12.1589    | 08-16.02.1590         | 08.03.1590       | 21.04.1590       | Warszawa | Hieronim Gostomski           | |
| zwyczajny    | 24.09.1590    | 06-16.11.1590         | 02.12.1590       | 15.01.1591       | Warszawa | Jan Izdbiński-Rusiecki       | |
| zwyczajny    | 16.06.1592    | 04-26.08.1592         | 07.09.1592       | 19.10.1592       | Warszawa | Jan Dominikowicz Pac         | nie zostały uchwalone konstytucje                                                                  |
| zwyczajny    | 07.01.1593    | 23-31.03.1593         | 04.05.1593       | 15.06.1593       | Warszawa | Mikołaj Daniłowicz           | |
| zwyczajny    | 31.10.1594    | 05-24.01.1595         | 06.02.1595       | 21.03.1595       | Kraków   | Stanisław Sasin Karśnicki    | |
| zwyczajny    | 18.01.1596    | 23.02-04.03.1596      | 26.03.1596       | 13.05.1596       | Warszawa | Piotr Myszkowski             | |
| zwyczajny    | 05.12.1596    | 20-27.01.1597         | 10.02.1597       | 25.03.1597       | Warszawa | Piotr Myszkowski             | nie zostały uchwalone konstytucje                                                                  |
| zwyczajny    | 05.12.1597    | 10-12.02.1598         | 08.03.1598       | 13.04.1598       | Warszawa | Florian Gomoliński           | |
| zwyczajny    | 29.12.1599    | 17-26.01.1600         | 09.02.1600       | 21.03.1600       | Warszawa | Jan Iwanowicz Szujski        | nie zostały uchwalone konstytucje                                                                  |
| zwyczajny    | 19-20.05.1600 | 22.12.1600-13.01.1601 | 07.02.1601       | 13.03.1601       | Warszawa | Jan Zbigniew Ossoliński      | |
| zwyczajny    | 04.11.1602    | 02-10.01.1603         | 04.02.1603       | 05.03.1603       | Kraków   | Feliks Kryski                | |
| zwyczajny    | 27.09.1604    | 08.12.1604-06.01.1605 | 20.01.1605       | 03.03.1605       | Warszawa | Stanisław Janowicz Białłozor | nie zostały uchwalone konstytucje                                                                  |
| zwyczajny    | 19.12.1605    | 31.01-23.02.1606      | 07.03.1606       | 18.04.1606       | Warszawa | Stanisław Ryszkowski         | nie zostały uchwalone konstytucje                                                                  |
| zwyczajny    | 07.02.1607    | 05-09.04.1607         | 07.05.1607       | 16.06.1607       | Warszawa | Mikołaj Mieliński            | |
| zwyczajny    | 27.09.1608    | 05-28.12.1608         | 15.01.1609       | 26.02.1609       | Warszawa | Krzysztof Wiesiołowski       | |
| zwyczajny    | 12.06.1611    | 23.08-03.09.1611      | 26.09.1611       | 09.11.1611       | Warszawa | Jan Swoszowski               | |
| zwyczajny    | 27.12.1612    | 05-09.02.1613         | 28.02.1613       | 02.04.1613       | Warszawa | Maksymilian Przerębski       | |
| nadzwyczajny | 12-23.10.1613 | 12-23.11.1613         | 03.12.1613       | 24.12.1613       | Warszawa | Aleksander Korwin Gosiewski  | |
| zwyczajny    | 17.11.1614    | 13-27.01.1615         | 12.02.1615       | 27.03.1615       | Warszawa | Jan Świętosławski            | nie zostały uchwalone konstytucje                                                                  |
| zwyczajny    | 17.01.1616    | 08-28.03.1616         | 26.04.1616       | 07.06.1616       | Warszawa | Jakub Szczawiński            | |
| zwyczajny    | 26.10.1617    | 02.01-24.02.1618      | 13.02.1618       | 03.1618          | Warszawa | Krzysztof Wiesiołowski       | |
| zwyczajny    | 25.10.1618    | 11.12.1618            | 02.1619          | 03.1619          | Warszawa | Jan Świętosławski            | |
| zwyczajny    | 27.07.1620    | 09.1620               | 03.11.1620       | 11.12.1620       | Warszawa | Jakub Szczawiński            | |
| zwyczajny    | 15.06.1621    | 21.07-19.08.1621      | 23.08.1621       | 09.1621          | Warszawa | Jan Drucki Sokoliński        | |
| zwyczajny    | 16.11.1622    | 02-13.12.1622         | 24.01.1623       | 05.03.1623       | Warszawa | Jakub Sobieski               | |
| nadzwyczajny | 15.11.1623    | 09.01.1624            | 11.02.1624       | 03.1624          | Warszawa | Jan Łowicki                  | |
| zwyczajny    | 11.1624       | 16.12.1624-07.01.1625 | 07.01.1625       | 03.1625          | Warszawa | Jan Drucki Sokoliński        | |
| zwyczajny    | 07.12.1625    | 16-17.12.1625         | 27.01.1626       | 10.03.1626       | Warszawa | Jakub Sobieski               | |
| nadzwyczajny | 28-30.06.1626 | 15.09.1626            | 10.11.1626       | 29.11.1626       | Toruń    | Marcin Żegocki               | |
| zwyczajny    | 12.07.1627    | 31.08-22.09.1627      | 12.10.1627       | 24.11.1627       | Warszawa | Aleksander Chalecki          | |
| nadzwyczajny | 20.03.1628    | 05-19.06.1628         | 27.06.1628       | 18.07.1628       | Warszawa | Jakub Sobieski               | |
| zwyczajny    | 20.10.1628    | 12-30.12.1628         | 09.01.1629       | 20.02.1629       | Warszawa | Maciej Maniecki              | |
| nadzwyczajny | 06.10.1629    | 23.10-06.11.1629      | 13.11.1629       | 28.11.1629       | Warszawa | Stefan Pac                   | |
| zwyczajny    | 10.08.1630    | 04-10.09.1630         | 29.01.1631       | 03.1631          | Warszawa | Jerzy Ossoliński             | |
| nadzwyczajny | 01.1632       | 19-20.02.1632         | 11.03.1632       | 03.04.1632       | Warszawa | Marcin Żegocki               | |

## 1632-1648 Władysław IV Waza
Sejmy za panowania króla Władysława IV Wazy i podczas poprzedzającego je bezkrólewia.
| rodzaj sejmu | data zwołania             | sejmiki               | data rozpoczęcia | data zakończenia | miejsce  | marszałek                 | uwagi                                |
| ------------ | ------------------------- | --------------------- | ---------------- | ---------------- | -------- | ------------------------- | ------------------------------------ |
| konwokacyjny | 05.05.1632                | 17.05-03.06.1632      | 22.06.1632       | 17.07.1632       | Warszawa | Krzysztof Radziwiłł       |                                      |
| elekcyjny    | 17.07.1632                | 08.1632               | 24.09.1632       | 15.11.1632       | Warszawa | Jakub Sobieski            |                                      |
| koronacyjny  | ok. 15.11.1632            | 16.12.1632            | 08.02.1633       | 17.03.1633       | Kraków   | Mikołaj Ostroróg          |                                      |
| nadzwyczajny | 02.04.1634                | 26.06.1634            | 19.07.1634       | 01.08.1634       | Warszawa | Gedeon Michał Tryzna      |                                      |
| zwyczajny    | 10.10 ponownie 29.11.1634 | 14.12.1634-10.01.1635 | 31.01.1635       | 17.03.1635       | Warszawa | Jerzy Ossoliński          |                                      |
| nadzwyczajny | 30.08.1635                | 30.10.1635            | 21.11.1635       | 09.12.1635       | Warszawa | Mikołaj Łopacki           |                                      |
| zwyczajny    | 20.08.1636                | 09.12.1636            | 20.01.1637       | 04.03.1637       | Warszawa | Kazimierz Leon Sapieha    | nie uchwalono ustaw, ani konstytucji |
| nadzwyczajny | 20.03.1637                | 11.05.1637            | 03.06.1637       | 18.06.1637       | Warszawa | Jan Stanisław Jabłonowski |                                      |
| zwyczajny    | 14.12.1637                | 27.01.1638            | 10.03.1638       | 01.05.1638       | Warszawa | Łukasz Opaliński          |                                      |
| zwyczajny    | 30.04.1639                | 25.08-15.09.1639      | 05.10.1639       | 16.11.1639       | Warszawa | Władysław Kierdej         | nie uchwalono ustaw, ani konstytucji |
| zwyczajny    | 12.02.1640                | 27.03.1640            | 19.04.1640       | 01.06.1640       | Warszawa | Jan Stanisław Jabłonowski |                                      |
| zwyczajny    | ok. 01.06.1641            | 09.07.1641            | 20.08.1641       | 04.10.1641       | Warszawa | Bogusław Leszczyński      |                                      |
| nadzwyczajny | 12.1641                   | 07.01.1642            | 11.02.1642       | 26.02.1642       | Warszawa | Krzysztof Zawisza         |                                      |
| zwyczajny    | 22.11.1642                | 02.01.1643            | 01.02.1643       | 29.03.1643       | Warszawa | Jerzy Lubomirski          |                                      |
| zwyczajny    | ok. 01.12.1644            | 02-11.01.1645         | 13.02.1645       | 27.03.1645       | Warszawa | Hieronim Radziejowski     | nie zostały uchwalone konstytucje    |
| zwyczajny    | 25.07.1646                | 13-17.09.1646         | 25.10.1646       | 07.12.1646       | Warszawa | Jan Mikołaj Stankiewicz   |                                      |
| nadzwyczajny | 07.03.1647                | 11-25.04.1647         | 02.05.1647       | 27.05.1647       | Warszawa | Stanisław Sarbiewski      |                                      |

## 1648-1668 Jan Kazimierz Waza
Sejmy za panowania króla Jana Kazimierza Wazy i podczas poprzedzającego je bezkrólewia.
| rodzaj sejmu               | data zwołania     | sejmiki               | data rozpoczęcia | data zakończenia | miejsce         | marszałek                     | uwagi                                     |
| -------------------------- | ----------------- | --------------------- | ---------------- | ---------------- | --------------- | ----------------------------- | ----------------------------------------- |
| konwokacyjny               | 26.05.1648        | 17.06-25.06.1648      | 16.07.1648       | 01.08.1648       | Warszawa        | Bogusław Leszczyński          |                                           |
| elekcyjny                  | 01.08.1648        | 15.08.1648            | 06.10.1648       | 19.11.1648       | Warszawa        | Filip Kazimierz Obuchowicz    |                                           |
| koronacyjny                | 06.12.1648        | 19.12.1648            | 19.01.1649       | 14.02.1649       | Warszawa        | Franciszek Dubrawski          |                                           |
| zwyczajny                  | 01.09.1649        | 11-25.10.1649         | 22.11.1649       | 13.01.1650       | Warszawa        | Bogusław Leszczyński          |                                           |
| zwyczajny                  | 01.09.1650        | 11.10-07.11.1650      | 21.11.1650       | 24.12.1650       | Warszawa        | Wincenty Aleksander Gosiewski |                                           |
| zwyczajny                  | ok. 01.11.1651    | 15.12.1651            | 26.01.1652       | 11.03.1652       | Warszawa        | Andrzej Maksymilian Fredro    | zerwany przez Władysława Sicińskiego      |
| nadzwyczajny               | ok. 01.05.1652    | 11.06-08.07.1652      | 23.07.1652       | 17.08.1652       | Warszawa        | Aleksander Sielski            |                                           |
| nadzwyczajny               | 11.02.1653        | 08-12.03.1653         | 24.03.1653       | 07.04.1653       | Brześć Litewski | Krzysztof Zygmunt Pac         |                                           |
| zwyczajny                  | 11.11.1653        | 31.12.1653-21.01.1654 | 11.02.1654       | 28.03.1654       | Warszawa        | Franciszek Dubrawski          | zerwany przez Pawła Białobłockiego        |
| nadzwyczajny               | ok. 10.04.1654    | 19-20.05.1654         | 09.06.1654       | 20.07.1654       | Warszawa        | Krzysztof Grzymułtowski       |                                           |
| nadzwyczajny               | 03.04.1655        | 28.04.1655            | 19.05.1655       | 20.06.1655       | Warszawa        | Jan Kazimierz Umiastowski     |                                           |
| nadzwyczajny               | 19.05.1658        | 21.06-04.07.1658      | 10.07.1658       | 30.08.1658       | Warszawa        | Władysław Lubowiecki          |                                           |
| zwyczajny                  | 11.01.1659        | 28.02.1659            | 22.03.1659       | 02.05.1659       | Warszawa        | Jan Krzysztof Gniński         |                                           |
| zwyczajny                  | 29.12.1660        | 28.03-26.04.1661      | 02.05.1661       | 18.07.1661       | Warszawa        | Michał Kazimierz Radziwiłł    |                                           |
| nadzwyczajny               | 07.01.1662        | 30.01-23.02.1662      | 20.02.1662       | 01.05.1662       | Warszawa        | Jan Wielopolski               |                                           |
| zwyczajny                  | 16 lub 22.08.1664 | 15-24.10.1664         | 26.11.1664       | 07.01.1665       | Warszawa        | Jan Krzysztof Gniński         | zerwany przez Piotra Felicjana Telefusa   |
| nadzwyczajny               | 15 lub 16.01.1665 | 19.02.1665            | 12.03.1665       | 28.03.1665       | Warszawa        | Jan Antoni Chrapowicki        | zerwany przez Władysława Stanisława Łosia |
| zwyczajny                  | 30.12.1665        | 03-10.02.1666         | 17.03.1666       | 04.05.1666       | Warszawa        | Jan Chryzostom Pieniążek      | zerwany przez Kaspra Miaskowskiego        |
| zwyczajny                  | 31.08.1666        | 24-28.09.1666         | 09.11.1666       | 23.12.1666       | Warszawa        | Marcin Oborski                | zerwany przez Teodora Łukomskiego         |
| zwyczajny                  | 31.12.1666        | 07.02.1667            | 07.03.1667       | 18.04.1667       | Warszawa        | Andrzej Franciszek Kotowicz   |                                           |
| nadzwyczajny               | 15.11.1667        | 14.12.1667            | 24.01.1668       | 07.03.1668       | Warszawa        | Jan Karol Czartoryski         | zerwany przez Marcina Dembickiego         |
| nadzwyczajny (abdykacyjny) | 20.06.1668        | 23.07.1668            | 27.08.1668       | 16.09.1668       | Warszawa        | Stefan Sarnowski              | sejm abdykacyjny                          |

## 1668-1673 Michał Korybut Wiśniowiecki
Sejmy za panowania króla Michała Korybuta Wiśniowieckiego i podczas poprzedzającego je bezkrólewia.
| rodzaj sejmu | data zwołania   | sejmiki               | data rozpoczęcia | data zakończenia | miejsce  | marszałek                       | uwagi                                  |
| ------------ | --------------- | --------------------- | ---------------- | ---------------- | -------- | ------------------------------- | -------------------------------------- |
| konwokacyjny | 19.09.1668      | 15-16.10.1668         | 05.11.1668       | 06.12.1668       | Warszawa | Jan Antoni Chrapowicki          |                                        |
| elekcyjny    | 06.12.1668      | 18.03-25.04.1669      | 02.05.1669       | 19.06.1669       | Warszawa | Feliks Kazimierz Potocki        |                                        |
| koronacyjny  | 19.06.1669      | 20.08-10.09.1669      | 01.10.1669       | 12.11.1669       | Kraków   | Stanisław Krzycki               | zerwany przez Jana Aleksandra Olizara  |
| nadzwyczajny | 23.12.1669      | 22.01.1670            | 05.03.1670       | 26.03.1670       | Warszawa | Jan Kazimierz Kierdej           | zerwany przez Benedykta Zabokrzyckiego |
| zwyczajny    | 27 i 30.06.1670 | 29.07-19.08.1670      | 09.09.1670       | 31.10.1670       | Warszawa | Stanisław Herakliusz Lubomirski |                                        |
| zwyczajny    | 30.10.1671      | 15.12.1671-07.01.1672 | 26.01.1672       | 14.03.1672       | Warszawa | Marcin Oborski                  | zerwany przez Kazimierza Grudzińskiego |
| nadzwyczajny | 30.03.1672      | 27.04-25.05.1672      | 18.05.1672       | 30.06.1672       | Warszawa | Michał Leon Drucki Sokoliński   | zerwany przez Stanisława Ubysza        |
| pacyfikcyjny | 17.11.1672      | 13.12.1672            | 04.01.1673       | 08.04.1673       | Warszawa | Stefan Stanisław Czarniecki     |                                        |

## 1673-1696 Jan III Sobieski
Sejmy za panowania króla Jana III Sobieskiego i podczas poprzedzającego je bezkrólewia.
| rodzaj sejmu | data zwołania         | sejmiki               | data rozpoczęcia | data zakończenia | miejsce  | marszałek                                | uwagi                                                         |
| ------------ | --------------------- | --------------------- | ---------------- | ---------------- | -------- | ---------------------------------------- | ------------------------------------------------------------- |
| konwokacyjny | 05.12.1673            | 29.12.1673            | 15.01.1674       | 22.02.1674       | Warszawa | Franciszek Jan Bieliński                 |                                                               |
| elekcyjny    | 22.02.1674            | ok. 15.03.1674        | 20.04.1674       | 09.06.1674       | Warszawa | Benedykt Paweł Sapieha                   |                                                               |
| koronacyjny  | zwołany na 03.01.1675 | 31.12.1675-18.01.1676 | 02.02.1676       | 14.03.1676       | Kraków   | Mikołaj Hieronim Sieniawski              |                                                               |
| nadzwyczajny | 04.12.1676            | 10.12.1676-04.01.1677 | 14.01.1677       | 26.04.1677       | Warszawa | Władysław Michał Skoraszewski            |                                                               |
| zwyczajny    | 15.09.1678            | 03.11.1678            | 15.12.1678       | 04.06.1679       | Grodno   | Franciszek Stefan Sapieha                |                                                               |
| zwyczajny    | 22.10.1680            | 30.12.1680            | 10.01.1681       | 21.05.1681       | Warszawa | Hieronim Augustyn Lubomirski             | zerwany przez Andrzeja Przyjemskiego                          |
| zwyczajny    | 04.11.1682            | 16.12.1682-05.02.1683 | 27.01.1683       | 10.03.1683       | Warszawa | Rafał Leszczyński                        |                                                               |
| zwyczajny    | 24.09.1684            | 05.01-01.02.1685      | 16.02.1685       | 31.05.1685       | Warszawa | Andrzej Kazimierz Giełgud                |                                                               |
| zwyczajny    | 18.11.1687            | 16.12.1687            | 27.01.1688       | 05.03.1688       | Grodno   | Andrzej Kazimierz Giełgud                | zerwany przez Kazimierza Stanisława Dąbrowskiego              |
| nadzwyczajny | 01.10.1688            | 05.11.1688            | 17.11.1688       | 01.04.1689       | Warszawa | Stanisław Antoni Szczuka                 | zerwany przez Stanisława Szołkowskiego                        |
| zwyczajny    | 31.10.1689            | 05-07.12.1689         | 16.01.1690       | 06.05.1690       | Warszawa | Tomasz Działyński                        |                                                               |
| zwyczajny    | 03-10.10.1692         | 19.11.1692-19.01.1693 | 09.01.1693       | 11.02.1693       | Grodno   | Andrzej Kazimierz Kryszpin-Kirszensztein | zerwany przez posła łęczyckiego Kazimierza Stefana Iwańskiego |
| nadzwyczajny | 01.10.1693            | 10.11-16.12.1693      | 22.12.1693       | 22.12.1693       | Warszawa | Andrzej Kazimierz Kryszpin-Kirszensztein | nie doszedł do skutku, chory król nie przybył z Żółkwi        |
| zwyczajny    | 26.10 i 30.12.1694    | 01.12.1694-15.01.1695 | 12.01.1695       | 24.03.1695       | Warszawa | Andrzej Kazimierz Kryszpin-Kirszensztein | zerwany przez posłów litewskich                               |

## 1696-1733 August II Mocny
Sejmy za panowania króla Augusta II Mocnego i podczas poprzedzającego je bezkrólewia.
| rodzaj sejmu             | data zwołania    | sejmiki                | data rozpoczęcia | data zakończenia | miejsce  | marszałek                         | uwagi                                                          |
| ------------------------ | ---------------- | ---------------------- | ---------------- | ---------------- | -------- | --------------------------------- | -------------------------------------------------------------- |
| konwokacyjny             | 27.06.1696       | 27.07.1696             | 29.08.1696       | 28.09.1696       | Warszawa | Stefan Kazimierz Humiecki         | częściowo zerwany przez Horodyńskiego                          |
| elekcyjny                | 28.03.1697       | 07.05.1697             | 15.05.1697       | 28.06.1697       | Warszawa | Kazimierz Ludwik Bieliński        |                                                                |
| koronacyjny              | 27.06-03.07.1697 | 06.08.1697             | 17.09.1697       | 01.10.1697       | Kraków   | Krzysztof Stanisław Zawisza       |                                                                |
| pacyfikacyjny            | 03.02.1698       | 08-09.04.1698          | 16.04.1698       | 28.04.1698       | Warszawa | Krzysztof Stanisław Zawisza       | rozszedł się ze względu na przybycie tylko 15 posłów           |
| zwyczajny pacyfikacyjny  | 18 i 24.03.1699  | 05-26.05.1699          | 16.06.1699       | 30.07.1699       | Warszawa | Stanisław Antoni Szczuka          |                                                                |
| zwyczajny                | 17-18.03.1701    | 18.04-09.05.1701       | 30.05.1701       | 18.06.1701       | Warszawa | -                                 | rozszedł się po sesjach prowincjonalnych                       |
| zwyczajny                | 22.10.1701       | 10.11.1701             | 22.12.1701       | 06.02.1702       | Warszawa | Jan Sebastian Szembek             | sejm z limity, zerwany przez Kazimierza Michała Paca           |
| nadzwyczajny             | 12.05.1703       | 31.05-03.06.1703       | 11.06.1703       | 19.07.1703       | Lublin   | Michał Serwacy Wiśniowiecki       |                                                                |
| Walna Rada Warszawska    | 08.11.1709       | 07-31.01.1710          | 04.02.1710       | 04.1710          | Warszawa | Stanisław Ernest Denhoff          |                                                                |
| nadzwyczajny, limitowany | 30.12.1711       | 16.02-17.03.1712       | 05.04.1712       | 19.04.1712       | Warszawa | Stanisław Ernest Denhoff          | sejm zalimitowany                                              |
| nadzwyczajny             | 13.08.1712       | 13-17.09.1712          | 31.12.1712       | 21.02.1713       | Warszawa | Stanisław Ernest Denhoff          | sejm z limity, zerwany przez Michała Puzynę                    |
| „Sejm niemy”             | 01.02.1717       | -                      | 01.02.1717       | 01.02.1717       | Warszawa | Stanisław Ledóchowski             |                                                                |
| zwyczajny                | 02.06.1718       | 22.08-30.09.1718       | 03.10.1718       | 14.11.1718       | Grodno   | Krzysztof Stanisław Zawisza       | sejm zalimitowany, Sejm odbył się w Pałacu Sapiehów w Grodnie  |
| zwyczajny                | 04.11.1719       | -                      | 30.12.1719       | 22.02.1720       | Warszawa | Krzysztof Stanisław Zawisza       | sejm z limity, zerwany przez Michałowskiego                    |
| zwyczajny                | 08.07.1720       | 19.08.1720             | 30.09.1720       | 11.11.1720       | Warszawa | Krzysztof Stanisław Zawisza       | zerwany 09.11.1720                                             |
| zwyczajny                | 18.07.1722       | 24.08-30.09.1722       | 05.10.1722       | 16.11.1722       | Warszawa | Franciszek Maksymilian Ossoliński | zerwany przez Kazimierza Stanisława Steckiego i kol.           |
| zwyczajny                | 03-07.07.1724    | 21.08-11.09.1724       | 02.10.1724       | 13.11.1724       | Warszawa | Stefan Potocki                    | sejm zalimitowany                                              |
| zwyczajny                | 26.06.1726       | 14-17.08.1726          | 28.09.1726       | 09.11.1726       | Grodno   | Stefan Potocki                    | zwołany w poprzednim składzie                                  |
| zwyczajny                | 18.06.1728       | 23.08-13.09.1728       | -                | -                | Warszawa | -                                 | odwołany 13.09.1728, nie doszedł do skutku                     |
| zwyczajny                | 03.06.1729       | 11.07.1729             | 22.08.1729       | 27.08.1729       | Grodno   | -                                 | zerwany przez Jana Antoniego Horaina przed wybraniem marszałka |
| zwyczajny                | 17.04.1730       | 21.08-11.09.1730       | 02.10.1730       | 14.10.1730       | Grodno   |                                   | zerwany przez Pawła Marcinkiewicza przed wybraniem marszałka   |
| nadzwyczajny             | 18.03.1732       | 07-28.08.1732          | 18.09.1732       | 02.10.1732       | Warszawa | -                                 | zerwany przez Silicza przed wybraniem marszałka                |
| nadzwyczajny             | 18.10.1732       | 15.12.1732 -12.01.1733 | 26.01.1733       | 02.02.1733       | Warszawa | Jerzy Marcin Ożarowski            | przerwany ze względu na śmierć króla                           |

## 1733-1763 August III Sas
Sejmy za panowania króla Augusta III Sasa i podczas poprzedzającego je bezkrólewia.
| rodzaj sejmu               | data zwołania | sejmiki          | data rozpoczęcia | data zakończenia | miejsce  | marszałek                  | uwagi                                                                       |
| -------------------------- | ------------- | ---------------- | ---------------- | ---------------- | -------- | -------------------------- | --------------------------------------------------------------------------- |
| konwokacyjny               | 07.02.1733    | 16.03.1733       | 27.04.1733       | 23.05.1733       | Warszawa | Michał Józef Massalski     |                                                                             |
| elekcyjny                  | 23.05.1733    | 22.06.1733       | 25.08.1733       | 28.09.1733       | Warszawa | Franciszek Radzewski       |                                                                             |
| koronacyjny                | 04.11.1733    | -                | 17.01.1734       | 17.01.1734       | Kraków   | Antoni Józef Poniński      |                                                                             |
| zwyczajny pacyfikacyjny    | 27.07.1735    | 16.08-19.09.1735 | 27.09.1735       | 08.11.1735       | Warszawa | Antoni Józef Poniński      | zerwany przez stronników Stanisława Leszczyńskiego                          |
| nadzwyczajny pacyfikacyjny | 04.04.1736    | 14.05-11.06.1736 | 25.06.1736       | 09.07.1736       | Warszawa | Wacław Piotr Rzewuski      |                                                                             |
| zwyczajny                  | 30.05.1738    | 18.08-15.09.1738 | 06.10.1738       | 17.11.1738       | Warszawa | Kazimierz Rudziński        | nie zostały uchwalone konstytucje                                           |
| zwyczajny                  | 12.06.1740    | 22.08.1740       | 03.10.1740       | 13.11.1740       | Warszawa | Kazimierz Karwowski        |                                                                             |
| zwyczajny                  | 13.07.1744    | 24.08-16.09.1744 | 05.10.1744       | 19.11.1744       | Grodno   | Tadeusz Franciszek Ogiński | nie zostały uchwalone konstytucje                                           |
| zwyczajny                  | 03.06.1746    | 22.08-12.09.1746 | 03.10.1746       | 14.11.1746       | Warszawa | Antoni Benedykt Lubomirski | nie zostały uchwalone konstytucje                                           |
| zwyczajny                  | 10.06.1748    | 12.08-07.09.1748 | 30.09.1748       | 09.11.1748       | Warszawa | Wojciech Siemieński        | nie zostały uchwalone konstytucje                                           |
| nadzwyczajny               | 11.05.1750    | 23.06.1750       | 04.08.1750       | 18.08.1750       | Warszawa | Wojciech Siemieński        | zerwany przez Antoniego Wydżgę                                              |
| zwyczajny                  | 06.06.1752    | 21.08.1752       | 02.10.1752       | 26.10.1752       | Grodno   | Józef Adrian Massalski     | zerwany przez Kazimierza Morskiego                                          |
| zwyczajny                  | 05.07.1754    | 19.08.1754       | 30.09.1754       | 31.10.1754       | Warszawa | Józef Adrian Massalski     | zerwany przez Michała Strawińskiego                                         |
| zwyczajny                  | 10.06.1756    | 23.08.1756       | 04.10.1756       | 04.10.1756       | Warszawa | -                          | nie doszedł do skutku ze względu na nieobecność króla (oblężony w Saksonii) |
| zwyczajny                  | 15.06.1758    | 21.08-30.09.1758 | 02.10.1758       | 11.10.1758       | Warszawa | Adam Leon Małachowski      | zerwany przez Mikołaja Podhorskiego 09.10                                   |
| zwyczajny                  | 12.06.1760    | 25.08-05.09.1760 | 06.10.1760       | 13.10.1760       | Warszawa | Adam Leon Małachowski      | zerwany przez Franciszka Leżeńskiego 08.10                                  |
| nadzwyczajny               | 31.01.1761    | 09-31.03.1761    | 27.04.1761       | 02.05.1761       | Warszawa | Adam Leon Małachowski      | zerwany przez 40 posłów 29.04                                               |
| zwyczajny                  | 15.05.1762    | 23.08.1762       | 04.10.1762       | 07.10.1762       | Warszawa | Adam Leon Małachowski      | zerwany przez Michała Szymakowskiego                                        |

## 1763-1793 Stanisław August Poniatowski
Sejmy za panowania króla Stanisława Augusta Poniatowskiego i podczas poprzedzającego je bezkrólewia.
| rodzaj sejmu                | data zwołania | sejmiki          | data rozpoczęcia | data zakończenia | miejsce  | marszałek                                        | uwagi                         |
| --------------------------- | ------------- | ---------------- | ---------------- | ---------------- | -------- | ------------------------------------------------ | ----------------------------- |
| konwokacyjny                | 08.11.1763    | 06.02-16.03.1764 | 07.05.1764       | 23.06.1764       | Warszawa | Adam Kazimierz Czartoryski                       |                               |
| elekcyjny                   | 13.07.1764    | 23.08.1764       | 27.08.1764       | 08.09.1764       | Warszawa | Józef Sylwester Sosnowski                        |                               |
| koronacyjny                 | 10.09.1764    | 29.10.1764       | 03.12.1764       | 20.12.1764       | Warszawa | Jacek Małachowski                                |                               |
| zwyczajny                   | 16.06.1766    | 25.08-08.09.1766 | 06.10.1766       | 29.11.1766       | Warszawa | Celestyn Czaplic                                 |                               |
| nadzwyczajny skonfederowany | 03-11.07.1767 | 24.08.1767       | 05.10.1767       | 05.03.1768       | Warszawa | Karol Stanisław Radziwiłł                        |                               |
| zwyczajny                   | 12.08.1768    | 26.09.1768       | 07.11.1768       | 07.11.1768       | Warszawa |                                                  | nie doszedł do skutku         |
| nadzwyczajny skonfederowany | 22.02.1773    | 23.03-05.04.1773 | 19.04.1773       | 11.04.1775       | Warszawa | Adam Poniński i Michał Hieronim Radziwiłł        |                               |
| zwyczajny skonfederowany    | 15.05.1776    | 15-29.07.1776    | 26.08.1776       | 31.10.1776       | Warszawa | Andrzej Mokronowski i Andrzej Ignacy Ogiński     |                               |
| zwyczajny                   | 20.06.1778    | 17.08.1778       | 05.10.1778       | 14.11.1778       | Warszawa | Ludwik Skumin Tyszkiewicz                        |                               |
| zwyczajny                   | 22.05.1780    | 21.08.1780       | 02.10.1780       | 11.11.1780       | Warszawa | Antoni Małachowski                               |                               |
| zwyczajny                   | 22.05.1782    | 19.08.1782       | 30.09.1782       | 09.11.1782       | Warszawa | Kazimierz Krasiński                              |                               |
| zwyczajny                   | 20.05.1784    | 16.08.1784       | 04.10.1784       | 13.11.1784       | Grodno   | Franciszek Ksawery Chomiński                     |                               |
| zwyczajny                   | 25.05.1786    | 21.08.1786       | 02.10.1786       | 13.11.1786       | Warszawa | Stanisław Kostka Gadomski                        |                               |
| zwyczajny skonfederowany    | 02.05.1788    | 18.08.1788       | 06.10.1788       | 29.05.1792       | Warszawa | Stanisław Małachowski i Kazimierz Nestor Sapieha | Sejm Czteroletni, Sejm Wielki |
| nadzwyczajny                | 06.05.1793    | 27.05.1793       | 21.06.1793       | 23.11.1793       | Grodno   | Stanisław Kostka Bieliński                       |                               |